# سفر به همراه سگ‌های گرینلندی
«سفر به همراه سگ‌های گرینلندی» (دانمارکی: Kørsel med Grønlandske Hunde) یک فیلم دانمارکی صامت به کارگردانی پیتر الفلت است که در سال ۱۸۹۷ منتشر شد. این فیلم نخستین فیلم دانمارکی است که در تاریخ سینمای این کشور ساخته شده است.